# Osvaldo Pacheco
Osvaldo Pacheco, nombre artístico de José Ramón Fernández (Buenos Aires; 25 de marzo de 1932-Villa Carlos Paz, 28 de febrero de 1984) fue un actor argentino de radio, cine, teatro y televisión. Su desempeño más recordado fue en el ámbito de la comedia y el teatro de revistas, donde recibió el apodo de "Pachequito".

## Carrera profesional
Su primera incursión que se conoce en los escenarios fue cuando a los catorce años formó parte del elenco del teatro de títeres de Mane Bernardo y Sarah Bianchi.
Ya de adulto, fue empleado de Radio El Mundo de Buenos Aires. Después de pasar por varios oficios, entró a trabajar a Radio Libertad (que funcionaba en el mismo edificio de Maipú 555) y de ahí pasó nuevamente a Radio El Mundo. Después de la cabina telefónica pasó a la oficina de prensa, que dejó un tiempo más tarde, reemplazado por el periodista Leo Vanés. En aquel puesto conoció a varias figuras relevantes en el mundo del espectáculo: María Félix, Maurice Chevalier, Édith Piaf, José Mojica, Luis Mariano, Pablito Calvo.
Contaba años más tarde que por esa época la radio era una locura. Se juntaba tanta gente que a María Félix le descosieron todo el vestido y tuvieron que arreglárselo en la oficina de Prensa. Una de las tantas funciones que cumplía era preparar la vidriera de la radio, poniendo las fotos de las figuras que actuaban, mientras soñaba que algún día colocaría su propio retrato, pues él también era actor. Y así fue; adoptó el seudónimo de Osvaldo Pacheco y actuó en esa misma radio. Su foto junto a Graciela Araujo, Blanca Lagrotta y Atilio Marinelli fue exhibida en ese escaparate cuando actuaba en las radionovelas escritas por Alberto Migré.
En julio de 1956 protagonizó la radioserie infantil Espuela de oro, junto a José Canosa y Lucila Hidalgo. De las 8000 cartas recibidas para un concurso en el programa se extrajeron varias que fueron premiadas con una importante suma en bonos de la Caja Nacional de Ahorro Postal. Osvaldo y sus compañeros actores fueron los encargados de realizar el sorteo.
En 1962 coprotagonizó el programa de televisión Juicio oral al paso, creado por el periodista Carlos Alberto Aguilar. Según el diario El Mundo este ciclo relataba «en forma de sátira el desarrollo de los más insólitos casos jurídicos. Las acciones serán juzgadas en una sala judicial disparatada, cuya habitual solemnidad se verá sacudida de continuo por los ocurrentes y casi extraños planteos de los litigantes; un abogado defensor de verba prodigiosa, un fiscal aburrido y decadente, un juez sordo y feminista, y la más inquietante de las testigos». Fue además el debut en televisión de Osvaldo Terranova y de la dupla de este con Pacheco, a quienes acompañaban Elda Dessel, Alfredo Berry y Hugo Blanco. Además, los guiones eran escritos por Carlos Warnes y contó con el diseño escenográfico Oscar Conti. El diario Crítica  mencionó que era un «programa risueño». En ese mismo año volvió a trabajar junto a Terranova en Un Osvaldo al más allá, otra telecomedia de Aguilar. La trama seguía a dos ladrones que para escapar de la justicia, viajaban en el tiempo mediante una máquina construida por un científico loco interpretado por Aldo Barbero —en su debut televisivo—, recayendo erróneamente en variados hitos de la historia de la humanidad. Allí también compartió escena con Lidia Satragno, Alberto Olmedo, Martín Karadagian y Guillermo Brizuela Méndez. El escritor Santos Hernando del semanario Democracia TV mencionó que «lograr una expresión cómica sin rebuscamientos, con material humano que sea dúctil, esencialmente capacitado en sus factores que hacen a una buena amalgama de situaciones y función de actor, con un libro que atienda en su trama los dichos graciosos» era lo que podía apreciarse, mientras que el diario El Mundo dijo que era una «original comedia humorística».
En 1963 participó en la primera representación de Doña Disparate y Bambuco, de María Elena Walsh, en el Teatro General San Martín de Buenos Aires compartiendo cartel con Lydia Lamaison y dirigido por María Herminia Avellaneda.
En 1968 Alejandro Romay lo contrató para protagonizar un ciclo de teatro en canal 9 los viernes por la noche. El ciclo que permaneció varios años en pantalla comenzó en abril de 1968 con el título Viernes de Guau Guau, porque al final del programa se regalaba un cachorrito. El gran éxito de audiencia hizo que a partir de mayo cambiara el nombre a Viernes de Pacheco. En el programa se representaban títulos nacionales e internacionales adaptados por los hermanos Guillermo y Horacio Pelay. Al finalizar la obra, Pacheco, dialogaba con el espectador, leyendo cartas e interactuando con el público, algo que no se hacía en los teleteatros de aquella época.
En 1972 visitó a los payasos Gaby, Fofó y Miliki en el set de filmación de la película Había una vez un circo dirigida por Enrique Carreras y estelarizada por los artistas Mercedes Carreras, Jorge Barreiro, Olinda Bozán, Héctor Fuentes y Rodolfo Onetto.
Trabajó en teatro junto a su hermano Carlos Jesús Fernández, quien usaba el seudónimo de Polo Cortés. Carlos Fernández fue secuestrado por la última dictadura cívico-militar argentina el 28 de agosto de 1976, en la puerta de su casa, sita en Piedras 1365. Tenía 35 años y una hija de dos. 

## Fallecimiento
El comediante Osvaldo Pacheco nunca pudo reponerse de la desaparición de su hermano. Con el tiempo la depresión y la angustia agravaron su diabetes y deterioraron severamente su salud. El 27 de febrero de 1984, Pacheco experimentó los síntomas de una severa indisposición en el camarín que lo sorprendió en el escenario, sufrió un ACV, mientras desarrollaba su rutina. Esa noche Pacheco formaba parte, junto con la vedette Moria Casán, del elenco de la comedia Siete y cuatro. Pacheco falleció a consecuencia de una peritonitis el 28 de febrero a las 20.12 en la clínica San Roque de Villa Carlos Paz.

## Televisión
- 1957: Más allá del color (canal 7)
- 1958: Rasputín
- 1960: Buenos días, Pinky
- 1962: Silvia muere mañana
- 1962: Juicio oral al paso
- 1962: Un Osvaldo al más allá
- 1965: Show Standard Electric
- 1965: Viernes de Pacheco
- 1964: El Club de Anteojito y Antifaz
- 1964: Mis hijos y yo
- 1964: Operación Ja-Já
- 1966: La Tuerca
- 1966: Tres destinos
- 1966: Romeo y Julieta
- 1974: Teatro de Pacheco
- 1974: Teatro en Familia
- 1976: Pacheco Café Concert
- 1977: El Humor de Niní Marshall
- 1979: El increíble Tony
- 1980: La noche de Andrés
- 1982: Juntos
- 1983: Domingos de Pacheco

## Cine
- 1958: Una cita con la vida
- 1960: Obras maestras del terror (episodio «El caso de M. Valdemar»), como Henry Valdemar.
- 1962: La Chacota
- 1965: ¡Santiago querido!
- 1966: Ritmo, Amor y Juventud
- 1967: La cigarra está que arde
- 1967: Villa Cariño
- 1968: Coche cama alojamiento
- 1968: El derecho a la felicidad
- 1968: El Gran Robo (coproducción con Italia)
- 1968: Sette uomini e un cervello
- 1971: La bestia desnuda
- 1976: El profesor erótico
- 1978: Yo también tengo fiaca
- 1980: Frutilla

## Teatro
- 1958, ¿Quiere usted representar conmigo? (Teatro Liceo)
- 1963, Doña Disparate y Bambuco (Teatro Municipal San Martín)
- 1964, La pulga en la oreja
- 1968, Las 40 primaveras (Teatro Maipo)
- 1970, Esta noche no querida (Tearo Ateneo)
- 1973, En vivo y en desnudo (Teatro Astros)
- 1973, El Maipo Superstar (Teatro Maipo)
- 1974, Esta sí te va a gustar (Teatro Maipo)
- 1975, ¿Quién dijo miedo? (Teatro Maipo)
- 1976, Aleluya, Buenos Aires (Teatro Maipo)
- 1976, Mil Pachecos y una Noche
- 1976, El Maipo de gala (Teatro Maipo)
- 1978, Zulma en el Tabarís (Teatro Tabarís)
- 1982, Sexcitante (Teatro Nacional)
- 1983, La Revista del Prosexo (Teatro  Tabaris)
- 1983, Mundialmente Moria
- 1984, La mejor revista de la cuadra (Teatro Estrellas, Villa Carlos Paz)
- 1984, Siete y Cuatro (Teatro Coral, Villa Carlos Paz)

## Radioteatro
- "Altanera Evangelina Garré", de Alberto Migré. Con Graciela Araujo, Blanca Largota y Atilio Marinelli.
- "Espuela de oro", infantil. Con José Canosa y Lucila Hidalgo

## Premios y homenajes
- 1960: Martín Fierro, revelación masculina.
- 1969: Martín Fierro al mejor programa humorístico (La Tuerca).
- 1981: Premio Konex - Diploma al Mérito por Mejor Actor de Comedia.

En 1992, los periodistas de Villa Carlos Paz otorgaron por única vez el premio "Osvaldo Pacheco" a la labor cómica teatral de esa temporada veraniega. El ganador fue Julio López por su labor en “Vamos a contar mentiras” de Alfonso Paso y “Toco y me voy” de Derek Benfield. Julio López había sido compañero de Pacheco en el programa de TV "La Tuerca".

## Personas destacadas
- El Poli-bomber: fue un sketch del programa La Tuerca. Osvaldo Pacheco personificaba a un policía «todo propósito». Podía hacer de cualquier cosa, hasta de psicólogo. Siempre se encontraba con la vecina de la esquina, Nelly Láinez, la cual aprovechaba para contarle sus problemas donde la confusión de palabras terminaba con una solución: tomar el colectivo 60.
- El increíble Tony: parodia de El Increíble Hulk.
- Oficinio: un oficinista bastante loco, personaje de La Tuerca.
- Tita: imitación de la actriz y cantante argentina Tita Merello.
- Gramático Pluscuamperfecto: "...perdón, pero es que me falla la conjugancia". Un hombre muy tímido que no pegaba una con los verbos, lo que conducía a enredos, discusiones y malas interpretaciones.
- Bambuco: uno de los personajes principales de "Doña Disparate y Bambuco", que en la obra representaba a la infancia.